# Клобучин
Клобучин (пол. Kłobuczyn) — село в Польщі, у гміні Ґавожиці Польковицького повіту Нижньосілезького воєводства.
Населення — 565 осіб (2011).
У 1975-1998 роках село належало до Легницького воєводства.

## Демографія
Демографічна структура станом на 31 березня 2011 року:
|          | Загалом | Допрацездатний вік | Працездатний вік | Постпрацездатний вік |
| -------- | ------- | ------------------ | ---------------- | -------------------- |
| Чоловіки | 277     | 64                 | 192              | 21                   |
| Жінки    | 288     | 72                 | 164              | 52                   |
| Разом    | 565     | 136                | 356              | 73                   |